# Sanda Min Hla
Cette page contient des caractères spéciaux ou non latins. S’ils s’affichent mal (▯, ?, etc.), consultez la page d’aide Unicode.
Sanda Min Hla (birman စန္ဒာမင်းလှ, sàɴdà mɪ́ɴ l̥a̰ ; morte en 1363) fut entre 1323 et 1348 la reine consort de trois souverains du Royaume d'Hanthawaddy, en Basse-Birmanie, et la vraie détentrice du pouvoir au palais durant cette période. Son assassinat de son deuxième époux, le roi Saw E, petit-fils du roi de Sukhothaï, provoqua une invasion du pays par les Thaïs. Son troisième époux, le roi Binnya E Law, qu'elle avait elle-même placé sur le trône, repoussa cette invasion, ce qui marqua la fin de sa vassalité envers Sukhothaï.

## Jeunesse
Comme toute la famille royale d'Hanthawaddy, Sanda Min Hla était à la fois d'ascendance shane et mône. Elle était une fille du roi Hkun Law, et donc une nièce de Wareru, fondateur de la dynastie. Son nom de naissance était Hnin An Po ((my) နှင်းအံပို, n̥ɪ́ɴ ʔàɴ pò). Elle épousa d'abord son cousin germain Saw Zein, dont la mère Hnin U Yaing était la sœur de son père. Ce mariage était un peu délicat, dans la mesure où c'était le père de Saw Zein, Min Bala, qui avait tué son propre père Hkun Law en 1311. (Min Bala et Hnin U Yaing avaient placé leur fils aîné Saw O sur le trône).

## Règne au palais
Lorsque Saw O mourut en 1323, son jeune frère Saw Zein lui succéda et Sanda Min Hla devint reine. Puis lorsque son époux fut tué au combat en 1330, elle émergea comme la « faiseuse de rois » de la dynastie. L'ancien courtisan Zein Pun s'était emparé du trône, mais Sanda Min Hla organisa rapidement une révolution de palais qui le renversa en sept jours et couronna à sa place Saw E, neveu de Saw Zein et petit-fils du roi de Sukhothaï. Saw E était donc son neveu par alliance, mais elle se nomma elle-même sa reine principale. Comme il passait trop de temps avec ses concubines, elle l'empoisonna au bout de quelques semaines. Elle fit alors couronner son propre demi-frère Binnya E Law, dont elle devint encore une fois la reine principale.
Le meurtre de Saw E offensa son grand-père le roi de Sukhothaï. Les forces thaïs envahirent le royaume et furent défaites, ce qui mit fin à la suzeraineté nominale du royaume sur Hanthawaddy.
Sanda Min Hla semble avoir joué un rôle moins important après la mort de Binnya E Law en 1348. Elle mourut vers 1363, au début de la révolte de Martaban.